# Comuna Strumeani, Blagoevgrad
Obștina Strumeani (comuna Strumeani) este o unitate administrativă în regiunea Blagoevgrad din Bulgaria. Cuprinde un număr de 21 localități.  Reședința sa este satul Strumeani. Localități componente:
| - Veliușteț - Vrakupovița - Goreme - Gorna Krușița - Gorna Ribnița - Dobri Laki - Drakata - Igraliște - Ilindenți - Kamenița - Klepalo | - Kolibite - Kărpelevo - Mahalata - Mikrevo - Nikudin - Palat - Razdol - Sedeleț - Strumeani - Țaparevo |

## Demografie
Componența etnică a obștinei Strumeani
     Romi (2,14%)
     Bulgari (76,13%)
     Nicio identificare (20%)
     Altele (1,85%)
La recensământul din 2011, populația comunei Strumeani era de 5.778 locuitori. Din punct de vedere etnic, majoritatea locuitorilor (76,13%) erau bulgari, cu o minoritate de romi (2,14%). Pentru 20,0% din locuitori nu este cunoscută apartenența etnică.